# Hålsjön, Västerbotten
Hålsjön är en sjö i Robertsfors kommun i Västerbotten och ingår i Rickleån-Dalkarlsåns kustområde. Sjön har en area på 0,0623 kvadratkilometer och ligger 22,1 meter över havet.

## Delavrinningsområde
Hålsjön ingår i det delavrinningsområde (711785-174889) som SMHI kallar för Rinner mot Ricklefjärden. Medelhöjden är 19 meter över havet och ytan är 7,93 kvadratkilometer. Det finns inga avrinningsområden uppströms utan avrinningsområdet är högsta punkten. Avrinningsområdets utflöde mynnar i havet, utan att ha någon enskild mynningsplats. Avrinningsområdet består mestadels av skog (78 procent). Avrinningsområdet har 0,14 kvadratkilometer vattenytor vilket ger det en sjöprocent på 1,7 procent.